# Breviacantha
Breviacantha is een geslacht van hooiwagens uit de familie Triaenonychidae.
De wetenschappelijke naam Breviacantha is voor het eerst geldig gepubliceerd door Kauri in 1954. 

## Soorten
Breviacantha is monotypisch en omvat slechts de volgende soort:
- Breviacantha gisleni